# Pułkownik Redl
Pułkownik Redl (węg. Redl ezredes) – węgiersko-austriacko-niemiecko-jugosłowiański dramat biograficzny z 1985 roku w reżyserii Istvána Szabó. Scenariusz filmu został oparty na biografii Alfreda Redla, szefa sztabu 8. Korpusu armii austro-węgierskiej i szefa kontrwywiadu.

## Obsada
- Klaus Maria Brandauer – pułkownik Alfred Redl
- Hans Christian Blech – generał-major Von Roden
- Armin Mueller-Stahl – książę, następca tronu
- Gudrun Landgrebe – Katalin
- Jan Niklas – pułkownik Kristóf Kubinyi
- László Mensáros – pułkownik Ruzitska
- András Bálint – kapitan dr Gustav Sonnenschein
- László Gálffi – Alfredo Velocchio
- Dorottya Udvaros – Clarissa
- Károly Eperjes – porucznik Jaromil Schorm
- Róbert Rátonyi – baron Ullmann
- Flóra Kádár – siostra Redla[1][2]

## Produkcja
Zdjęcia kręcono w Wiedniu i Puli.